# Mapochiella
Mapochiella är ett släkte av insekter. Mapochiella ingår i familjen dvärgstritar.
Kladogram enligt Catalogue of Life:
| Mapochiella | \| \| Mapochiella rotundata \| \| \| \| \| \| Mapochiella woodwardi \| \| \| \| |
|             | \| \| Mapochiella rotundata \| \| \| \| \| \| Mapochiella woodwardi \| \| \| \| |
|             | Mapochiella rotundata                                                           |
|             |                                                                                 |
|             | Mapochiella woodwardi                                                           |
|             |                                                                                 |